# Stelární astronomie

Stelární evoluce lehkých (levý cyklus) a těžkých (pravý cyklus) hvězd

Stelární astronomie (někdy též hvězdná astronomie) je rozsáhlé odvětví astronomie, které studuje dynamické a fyzikální vlastnosti hvězd, jejich vznik, vývoj a zánik, mezihvězdnou hmotu, pohyb hvězd, stavbu a vývoj jejich soustav, rozložení hvězd v prostoru či vývoj a strukturu galaxií a mnoha dalších objektů tvořících vesmír.
Stelární astronomie úzce souvisí např. s astrofyzikou nebo astrochemií, jelikož hledá odpovědi na otázky chemického složení hvězd nebo jejich svítivosti.
Na rozdíl od většiny jiných věd, stelární astronomie je oblast, do které mohou významně přispět i amatéři. Ti hrají důležitou roli při studiu proměnných hvězd, což jsou takové hvězdy, jejichž hvězdná velikost (zdánlivá jasnost), případně i spektrum, se mění buď v pravidelných nebo nepravidelných časových obdobích. Protože amatérských astronomů je mnohem více než profesionálních a potřebná technika k tomuto bádání je běžně dostupná, není výjimkou, že některé z důležitých objevů na poli proměnných hvězd učinili právě amatérští astronomové, a to v dostatečné kvalitě.

## Dělení
Podle metody:
- stelární statistika
- stelární kinematika
- stelární dynamika

Podle předmětu:
- galaktická astronomie
- extragalaktická astronomie

## Historie
Skutečným zakladatelem stelární astronomie byl William Herschel. Při zkoumání a pozorování používal metodu vybraných oblastí hvězdné oblohy a s využitím dalekohledu o průměru 45 cm získané údaje statisticky vyhodnocoval a snažil se vymezit obecné zákonitosti rozložení hvězd. Vycházel z předpokladů, že všechny hvězdy září stejně a jsou rozloženy rovnoměrně v naší hvězdné soustavě. Herschel se mylně domníval, že lze pozorovat okraje Galaxie, později tuto myšlenku opustil a vytvořil model naší hvězdné soustavy.

### Osobnosti
- Lucretia Karolin Herschel (1750 - 1848), sestra Williama Herschela, vedla technické práce ve hvězdárně, doplňovala a zpracovávala pozorování a celkově pomáhala svému bratrovi. Také sama objevila několik komet.
- John Frederick William Herschel (1792 - 1871), syn Williama Herschela, pokračoval v astronomickém výzkumu. Sestavil dalekohled, který používal ke sledování oblohy. Na mysu Dobré Naděje zbudoval astronomickou observatoř a zmapoval jižní oblohu, což mu umožnilo objevit další hvězdokupy a zhruba 5000 mlhovin.
- William Parsons (1800 - 1876) pozoroval spirální struktury mlhovin.
- Friedrich Wilhelm Bessel (1784 - 1846), německý zakladatel astronomie a matematik, určoval prostorové vzdálenosti hvězd v naší Galaxii.
- Wilhelm Friedrich Georg Struve (1793 - 1864) a Thomas Henderson (1798 - 1844) se zabývali určováním přesných poloh hvězd.
- Jacobus Cornelius Kapteyn (1851 - 1922), holandský astronom, zdokonalil původní Herschelovu metodu statistického výzkumu rozložení hvězd.